# (52506) 1996 FK4
(52506) 1996 FK4 es un asteroide perteneciente al cinturón de asteroides, descubierto el 23 de marzo de 1996 por el equipo de la Estación Óptica de Maui de la Fuerza Aérea (AMOS), desde el Observatorio de Haleakala, Hawái, Estados Unidos.

## Designación y nombre
Designado provisionalmente como 1996 FK4.

## Características orbitales
1996 FK4 está situado a una distancia media del Sol de 2,385 ua, pudiendo alejarse hasta 2,673 ua y acercarse hasta 2,097 ua. Su excentricidad es 0,121 y la inclinación orbital 1,262 grados. Emplea 1345,29 días en completar una órbita alrededor del Sol.
Pertenece a la familia de asteroides de (20) Massalia.

## Características físicas
La magnitud absoluta de 1996 FK4 es 16,55. 